# Šternberk (Olomouci járás)
Šternberk település Csehországban, az Olomouci járásban. Šternberk Lužice, Bělkovice-Lašťany, Paseka, Mutkov, Štarnov, Hraničné Petrovice, Řídeč, Domašov u Šternberka, Hlásnice, Horní Loděnice, Huzová, Mladějovice, Babice, Lipina, Bohuňovice és Dětřichov nad Bystřicí településekkel határos. Lakosainak száma 13 264 fő (2024. január 1.).

## Népesség
A település lakosságának változását az alábbi diagram mutatja:
| Lakosok száma | 13 509 | 16 917 | 16 204 | 10 010 | 16 342 | 14 144 | 13 476 | 13 495 | 13 144 | 13 264 |
|               | 1869   | 1890   | 1921   | 1950   | 1980   | 2001   | 2017   | 2019   | 2022   | 2024   |